# Osman Baydemir

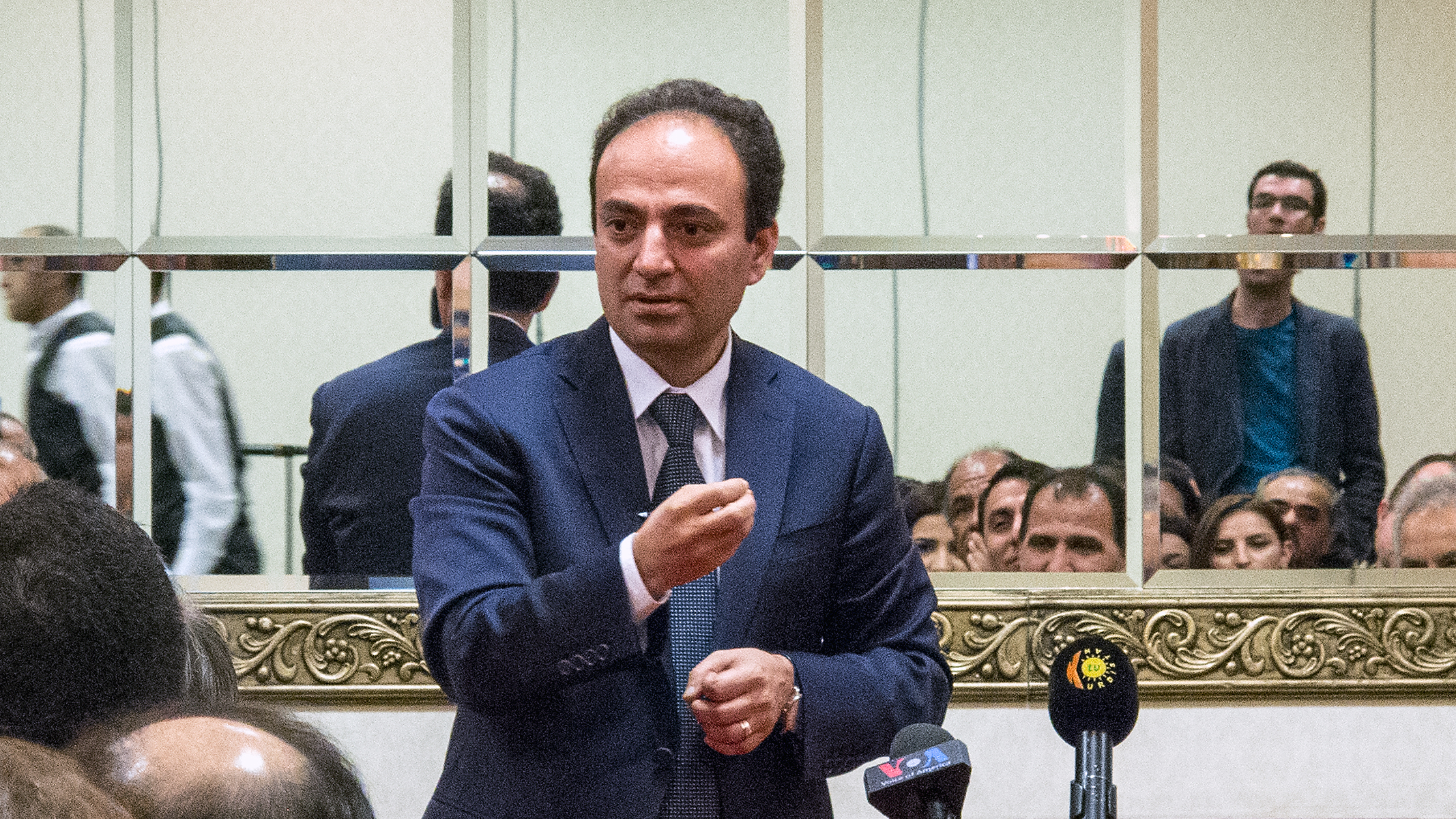
Osman Baydemir, 2014.

Osman Baydemir, född 1 januari 1971, är en Kurdisk politiker inom partiet Folkens demokratiska parti (HDP) och advokat som tillhör den kurdiska folkgruppen. Han var borgmästare i Diyarbakir från 2004 till 2014. Baydemir var tidigare advokat för Abdullah Öcalan. Baydemir har upprepade gånger blivit gripen och åtalad av turkiska polisen i samband med sin politiska aktivitet. Under sin tid som borgmästare bad han om ursäkt för det armeniska folkmordet. 2020 anklagades han, i likhet med många andra HDP-politiker, av turkiska myndigheter för samröre med den terriorismstämplade organisationenKurdistans arbetarparti (PKK).